# 佐世正勝
佐世 正勝（させ まさかつ）は、戦国時代から安土桃山時代にかけての武将。尼子氏、後に小早川氏、毛利氏の家臣。佐世氏は出雲守護である佐々木氏の一門で、出雲国大原郡佐世郷（現在の島根県雲南市大東町佐世）の佐世城を本拠とした。父は佐世清宗。弟は佐世元嘉、佐世大二郎。

## 生涯
佐世清宗の嫡男として生まれ、父とともに尼子氏に重臣として仕えた。
永禄8年（1565年）4月、毛利元就の月山富田城の戦いでは籠城したが、後に城を脱出して毛利氏に降った。毛利氏へ降伏後は父の清宗や弟の元嘉も元・尼子氏重臣ながらも厚遇され、正勝は小早川隆景に仕えることとなった。
天正14年（1586年）から天正15年（1587年）にかけての九州平定の功によって、隆景が豊臣秀吉から筑前・筑後・肥前1郡の37万1,300石を与えられると、正勝は隆景の推薦により毛利輝元に仕える。
天正20年（1592年）から始まる豊臣氏の朝鮮出兵でも正勝は奮闘し、文禄3年（1594年）9月9日に佐世氏の本貫地である出雲国大原郡佐世郷850石と長門国豊東郡内の200石の合計1,050石を与えられ、翌9月10日に伊豆守に任じられた。
晩年は佐世の地に移り住んで、父と同じく文芸の世界に没頭し、慶長6年（1601年）7月2日に死去。正勝の弟・元嘉の子である佐世元量が家督を継ぎ、所領300石を相続した。